# Méans
Méans (en italien Meana di Susa) est une commune italienne de la ville métropolitaine de Turin, dans la région Piémont.

## Administration
| Période                                  | Période  | Identité               | Étiquette | Qualité |
| ---------------------------------------- | -------- | ---------------------- | --------- | ------- |
| 14 juin 2004                             | En cours | Mario Virginio Perotto | civica    |         |
| Les données manquantes sont à compléter. |          |                        |           |         |

### Communes limitrophes
Suse, Gravière, Mattie, Usseaux, Fenestrelle.